# Ayarmaca

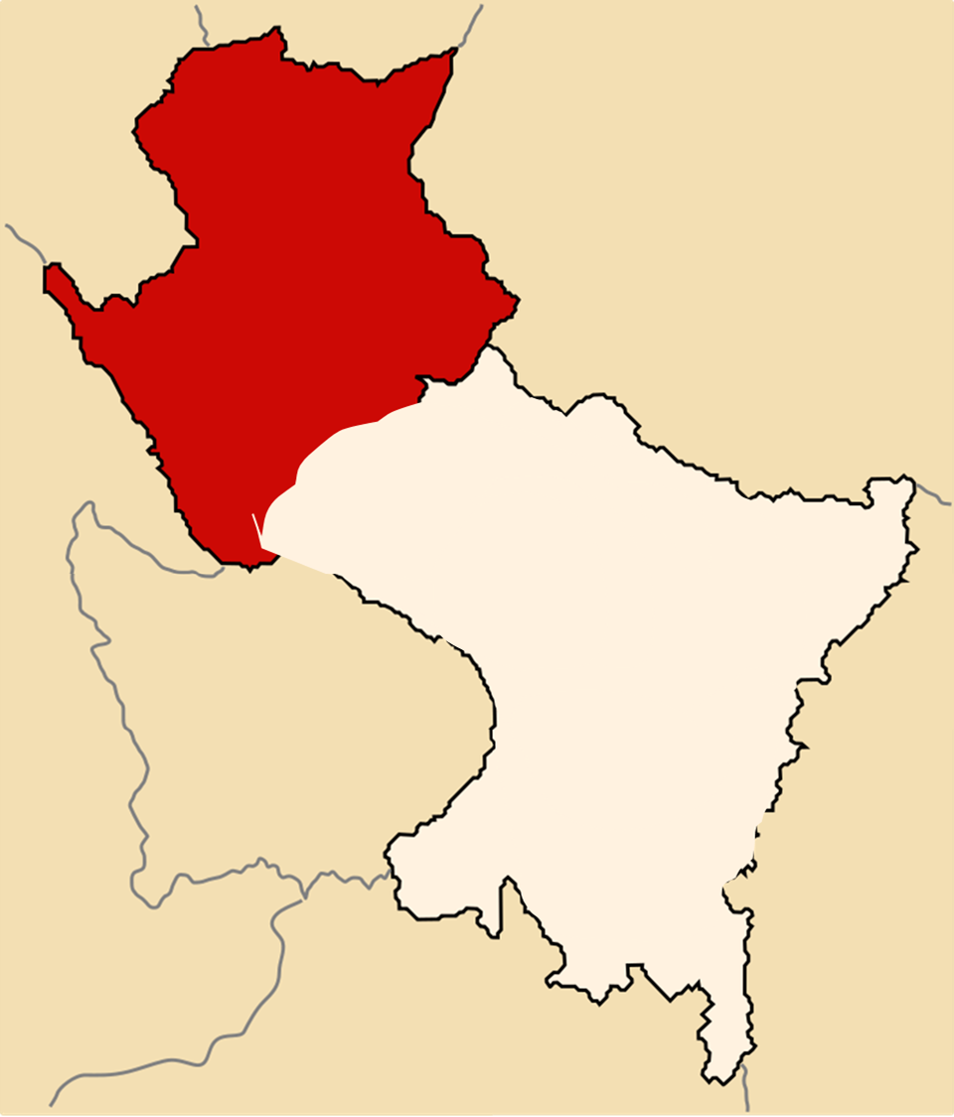
Royaume Ayamarca

Les Ayarmaca sont un groupe ethnique originaire du nord de Cuzco dans l'actuelle région de Maras, située dans  la vallée sacrée des Incas. Ce peuple s'est développé sur les restes de la culture Huari au XIIIe siècle et jusqu'aux premiers temps de l'installation des Incas. Ils ont été soumis par les Incas lors de la première période d'expansion de ces derniers. Après avoir perdu leur pouvoir sous la domination inca, les Ayarmaca se sont réinstallés dans la région de Cuzco.

## Situation géographique
Jusqu'à l'arrivée des incas le territoire des Ayarmaca occupait tout le nord et le nord-ouest de Cuzco, avec des agglomérations telles que Písac, Calca, Chinchero ou Ollantaytambo.
Actuellement la population d'origine Ayarmaca se concentre dans le quartier d'Ayarmaca, dans le district de San Sebastián à Cuzco.